# اريك لانغ
اريك لانغ (بالإنجليزية: Eric Lang)‏ هو لاعب هوكي الجليد أمريكي، ولد في 6 أغسطس 1975 في ذا برونكس في الولايات المتحدة.

## وصلات خارجية
- اريك لانغ على موقع EliteProspects.com (الإنجليزية)
- اريك لانغ على موقع HockeyDB.com (الإنجليزية)